# Dominga Sotomayor
Dominga Sotomayor Castillo (Santiago de Chile, 1985) es una directora de cine, productora audiovisual y guionista chilena. En 2018 se convirtió en la primera mujer en obtener el premio a Mejor Dirección en el Festival de Cine de Locarno, por su película Tarde para morir joven.

## Biografía
Proviene de una familia de artistas, que incluye a su madre, la actriz Francisca Castillo, su abuela la pintora Carmen Couve, y su tío abuelo Adolfo Couve, pintor y escritor; su padre es Alejandro Sotomayor Erazo. Es titulada en dirección audiovisual y licenciada en comunicaciones de la Pontificia Universidad Católica de Chile y posee una maestría en dirección cinematográfica en la Escuela Superior de Cine y Audiovisuales de Cataluña. Al finalizar sus estudios creó la productora Cinestación.
Comenzó su carrera audiovisual en 2005, con dos videos experimentales y el documental Cessna. Al año siguiente dirigió siete cortometrajes, entre los cuales destacan Noviembre y Debajo. En 2012 estrenó su primer largometraje, De jueves a domingo, en el Festival de Cine de Valdivia y en el Festival de Cine de Róterdam. En este último festival, ganó en 2014 el primer premio en la categoría de cortometrajes por su cinta La isla. En 2018 obtuvo el premio a la mejor dirección por su película Tarde para morir joven en el Festival de Cine de Locarno, convirtiéndose en la primera mujer en obtener dicho galardón.
En 2020 fue jurado de la sección Encounters del Festival Internacional de Cine de Berlín.

## Filmografía

### Largometrajes
| Año  | Título                   | Directora | Guionista | Productora | Montajista | Notas                |
| ---- | ------------------------ | --------- | --------- | ---------- | ---------- | -------------------- |
| 2012 | De jueves a domingo      | Sí        | Sí        | No         | No         | Primer largometraje  |
| 2014 | Mar                      | Sí        | Sí        | Sí         | No         |                      |
| 2016 | El primero de la familia | No        | No        | Sí         | No         |                      |
| 2018 | Tarde para morir joven   | Sí        | Sí        | Sí         | No         |                      |
| 2019 | Los fuertes              | No        | No        | No         | No         | Productora ejecutiva |
| 2019 | Historia de mi nombre    | No        | No        | Sí         | No         |                      |

### Cortometrajes
| Año  | Título                 | Directora | Guionista | Productora | Montajista | Notas                           |
| ---- | ---------------------- | --------- | --------- | ---------- | ---------- | ------------------------------- |
| 2006 | Cessna                 | Sí        | Sí        | Sí         | Sí         | También directora de fotografía |
| 2007 | Debajo                 | Sí        | Sí        | No         | No         |                                 |
| 2007 | Noviembre              | Sí        | Sí        | No         | No         | También directora de arte       |
| 2008 | La montaña             | Sí        | Sí        | No         | No         |                                 |
| 2009 | Videojuego             | Sí        | Sí        | No         | No         |                                 |
| 2009 | Primer día de invierno | No        | No        | No         | No         | Asistente de dirección          |
| 2013 | La isla                | Sí        | Sí        | No         | No         |                                 |
| 2014 | Apnea                  | No        | No        | Sí         | No         |                                 |
| 2016 | Los barcos             | Sí        | Sí        | No         | Sí         |                                 |
| 2020 | Correspondencia        | Sí        | Sí        | No         | Sí         |                                 |

## Premios y reconocimientos

### Festival Internacional de Cine de Róterdam
| Año  | Categoría          | Título              | Resultado |
| ---- | ------------------ | ------------------- | --------- |
| 2012 | Mejor película     | De jueves a domingo | Ganadora  |
| 2013 | Mejor cortometraje | La isla             | Ganadora  |

### Festival Internacional de Cine de Locarno
| Año  | Categoría       | Título                 | Resultado |
| ---- | --------------- | ---------------------- | --------- |
| 2018 | Mejor dirección | Tarde para morir joven | Ganadora  |

### Festival de Cine de Los Ángeles
| Año  | Categoría                    | Título              | Resultado |
| ---- | ---------------------------- | ------------------- | --------- |
| 2012 | Mejor largometraje narrativo | De jueves a domingo | Ganadora  |

### Festival Internacional de Cine de Mar del Plata
| Año  | Categoría                          | Título          | Resultado |
| ---- | ---------------------------------- | --------------- | --------- |
| 2020 | Mejor cortometraje latinoamericano | Correspondencia | Ganadora  |